# Françoise Palange
Françoise Palange, née le 21 janvier 1951, est une journaliste belge de télévision. Elle est présentatrice du Journal télévisé de la RTBF de 1992 à 1996. Elle est aujourd'hui rédactrice en chef de VivaCité. Son départ de la RTBF dans le cadre d'un plan de « départs anticipés » a toutefois été avancé.